# 哈伊勒省
哈伊勒省（阿拉伯語：حائل）是沙特阿拉伯北部的一個省，依人口下设4个行政区，分别是：
1. Baqa 38,778
2. Al-Ghazalah 94,670
3. Ha'il 356,876
4. As-Shinan 36,709